# Enicospilus vatius
Enicospilus vatius là một loài tò vò trong họ Ichneumonidae.